# The Possible
The Possible este o trupă de fete japoneze. Trupa este de la TNX și o parte de la NICE GIRL Project!

## Membri
- Kanami Morozuka
- Aina Hashimoto
- Okada Robin Shouko
- Yuki Goto

## Foști membri
- Kaede Ohse
- Yurika Akiyama

## Legături externe
- Site-ul oficial Arhivat în 29 august 2013, la Archive.is=